# Vperiod (Kubànskaia)
|  | Per a altres significats, vegeu «Vperiod». |

Vperiod - Вперёд (rus) - és un poble del krai de Krasnodar, a Rússia. Es troba als vessants septentrionals del Caucas occidental, a la vora esquerra del Pxekha, afluent del Bélaia. És a 6 km al nord d'Apxeronsk i a 78 km al sud-est de Krasnodar.
Pertany a l'stanitsa de Kubànskaia.